# نادي دراغونز دي أوميه
نادي دراغونز دي أوميه (بالفرنسية: Association Sportive Dragons FC de l'Ouémé)‏ هو نادي كرة قدم من مدينة بورتو نوفو في بنين. يلعب الفريق في دوري بنين الممتاز. ملعب الفريق الرسمي هو ملعب شارل ديغول الذي يستع لحوالي 35,000 متفرج.

## الإنجازات
أكثر فريق بنيني حاصل علي بطولة الدوري البنيني برصيد 12 بطولة .